# سمبات، شاه ارمنستان
سمبات، شاه ارمنستان (ارمنی: Սմբատ؛ زاده ۱۲۷۷ میلادی – درگذشته ۱۳۱۰ میلادی)،  شاه ارمنی کیلیکیه از سال ۱۲۹۶ تا ۱۲۹۸ میلادی بود. پس از وی، کنستانتین یکم، به تاج و تخت ارمنستان رسید. او پسر لئو دوم ارمنستان و کیرانا د لامپرون و بخشی از دودمان هتومی بود.

## سلطنت سمبات
سمبات به کمک برادرش کنستانتین در سال ۱۲۹۷ تاج و تخت را در حالی که برادران هتوم دوم و توروس در کنستانتینپول بودند، به دست آوردند. سمبات برای مشروعیت دادن به غصب حاکمیت در مراجعه داوطلبانه به دادگاه غزن، توانست موقعیت خود را به عنوان پادشاه نزد حاکم مغول در ایران به رسمیت بشناسد. او همچنین با برقراری پیوند خانوادگی با خان مغول بدنبال نزدیک کردن احتمالی خود با خان را داشت.
در بازگشت برادران هتوم سمبات به وسیلهٔ داغ آتش هتوم را کور کرد و هر دو برادر را در پارزرپرت زندانی کرد. توروس در سال ۱۲۹۸ به دستور سمبات به قتل رسید، اما کنستانتین به سمبات خیانت کرد و به هتوم کمک نمود تا سمبات را سرنگون کنند، با فرض اینکه بعد از برگرداندن تاج و تخت به هتوم نابینا آزاد شود، سمبات به کنستانتین تسلیم شد و بعد از استقرار مجدد تاج و تخت به هتوم. هر دو یعنی سمبات و کنستانتین مابقی عمرشان به زندان افتادند.